# 新田祐大
新田 祐大（にった ゆうだい、1986年1月25日 - ）は、競輪選手、元自転車競技選手。福島県会津若松市出身。日本競輪学校（当時。以下、競輪学校）第90期卒業。日本競輪選手会福島支部所属。師匠は班目秀雄。史上4人目のグランドスラム（全G1制覇）達成者。

## 自転車競技での戦績
福島県立白河高等学校在学中の2003年に佐世保競輪場で開催された全国高等学校総合体育大会自転車競技大会（インターハイ）の1kmタイムトライアルで優勝する。同校卒業後の2004年4月、四日市競輪場で開催されたアジア自転車競技選手権大会ジュニア部門・スプリント2位などの実績を挙げる。
2005年の全日本自転車競技選手権大会において1kmタイムトライアルで優勝するが、この種目は得意としており、以降も2007年・2008年・2010年の同大会同種目で優勝している。
2006年にはアジア競技大会において、渡邉一成、成田和也との「福島トリオ」で挑んだチームスプリントで優勝。2008年にはメルボルンで開催されたトラックワールドカップ第2戦のチームスプリントにおいて、渡邉一成と成田和也とのトリオで挑み2位となる。
2010年にはアジア競技大会では渡邉一成と成田和也とのチームスプリントで2位となり、スプリントでも3位となる。その後12月にメルボルンで開催されたトラックワールドカップ第1戦への出場は競輪競走への出場を優先し参加を見合わせたが、カリ（コロンビア）で開催された第2戦には参加した。
2011年は全日本自転車競技選手権大会においてスプリント・ケイリン・チームスプリント（+ 渡邉一成、中川誠一郎）の種目を制し三冠を達成。
2012年は5月1日にロンドンオリンピック代表選手に選出され、8月2日に行われたチームスプリント（+ 中川誠一郎、渡邉一成）では8位となる。
2016年4月、リオデジャネイロオリンピック代表候補に落選。同月、自身を代表とするチーム「Dream Seeker」の設立記者会見を開き、日本自転車競技連盟（JCF）のナショナルチームとは別に今後、五輪出場ポイント獲得レースへの参加を目指すことを表明した。
2018年時点では株式会社ドーム（アンダーアーマー日本総代理店）とサプライヤー契約している。
2019 UCIトラック世界選手権大会 男子ケイリンで2位。
2020年6月に新型コロナウイルスの影響で延期された東京オリンピックへの出場が内定した。
2021年8月の東京オリンピック男子スプリント競技では、予選（単走の200mタイムトライアル）9秒728の26位で、本戦に進むことはできず、男子ケイリンでは準々決勝1組で6位に終わる。競技終了後、自転車競技からの引退を表明したことで2022年に入り強化指定を外れたが、ナショナルチーム「ドリームシーカー」を立ち上げており（中野慎詞らが在籍）、今後は後進の育成に携わる。

## 競輪での戦績
自転車競技での実績が認められたことにより、競輪学校には特別選抜での技能免除で第90期生として2004年に入学するが、競走訓練では結果は残せず在校成績56位で卒業した。同期には北津留翼や浅井康太らがいる。
デビューは2005年7月15日の函館競輪場で、同日初勝利を挙げた。しかしデビュー後しばらくは集団競走になじめず、A級でも初優勝するまでに丸９カ月間を費やしている。（これはKPK廃止後にデビューしたタイトルホルダーとしては極めて遅い。）しかし、徐々に集団競走でも力を発揮するようになり、A級で優勝してから１年２カ月後にS級でも初優勝を遂げる。のちに出場したヤンググランプリでは2007年（立川競輪場）が5着、2008年（平塚競輪場）に2着という成績を残している。また2008年には寬仁親王牌（前橋競輪場）の決勝にも進出して7着となっており、自転車競技と競輪の両方で結果を出す実力を発揮した。
2010年は高松宮記念杯・寬仁親王牌・共同通信社杯秋本番の各レースで決勝に進出すると、12月にはトラックワールドカップ第1戦に参加せず挑んだ競輪祭の決勝で2着に入ったことから年間賞金獲得額ランキングの上位へ一気に進出し、同年12月27日より適用される2011年のS級S班選手に選出される。そしてS級S班格付け初戦となるSSカップみのりでは最終バックからの捲りで押し切りGI初優勝を果たした。
2011年、6月の第62回高松宮記念杯競輪（前橋競輪場）では初日特選で、誘導員を切りに行くタイミングで平原康多と踏み合いとなり、残り3周のゴール線を越える前に誘導より前に出てしまい、平原ともども誘導員早期追い抜きにより失格となった。
2013年は高松宮記念杯決勝で2着となり、7月26日には松阪競輪場で当時のバンクレコードを更新（10秒6）。翌27日の準決勝でも同タイムで1着となった。その後オールスターでも決勝で2着となり、年間獲得賞金上位（5位）によるKEIRINグランプリ2013の出場を決定させ、2014年のS級S班格付けも決定させた。
しかし2013年12月のSS11騒動において日本競輪選手会からの脱退を表明し、後に撤回した際にはSS11側の記者会見に列席したことが問題視され、選手会より2014年5月から年内一杯まで8ヶ月間の自粛欠場勧告を言い渡される。しかし処分直前の4月に伊東温泉競輪場で開催された共同通信社杯において開催2日目にバンクレコードを更新し、勢いに乗ったまま迎えた決勝では最終ホームから捲ってGIIを初優勝している。
その後、処分の軽減が行われたことから同年8月から再び出場することができたが、処分の影響からKEIRINグランプリの獲得賞金枠争いで次点となりGPへの出場は果たせなかった。
2015年、京王閣競輪場で行われた日本選手権では、ゴールデンレーサー賞も勝利するなど順当に勝ち上がり、3月22日に行われた決勝では、武田豊樹 - 平原康多で先捲りした関東ラインを追走、最終バック過ぎ3コーナー手前から発進、ゴール線では平原と浅井康太とのハンドル投げ争いを微差で制し優勝。GI2勝目、4日制以上のGI（旧特別競輪）においては初優勝となった。これによりKEIRINグランプリ2015の出場も決めた。また、同年松戸競輪場で行われたオールスター決勝でも、先行した竹内雄作の3番手を取り切り、最後捲って優勝、GI3勝目を挙げた。
五輪代表とはならなかった2016年は、6月の高松宮記念杯で最終ホームから捲りを放って押し切りGI4勝目を手にした。この年に計7つあったGIで6回決勝進出し（寛仁親王牌のみ準決勝敗退）、オールスター（8月）のファン投票でも初の1位となった。しかしKEIRINグランプリ2016では誘導を切るタイミングが早すぎ、『先頭員早期追い抜き』の反則行為で失格となった。
2017年は高松宮記念杯の決勝において、後方の位置から前団をバックで一気に捲り切り連覇を果たしている。また同年11月には競輪祭を制覇、GI4つ目のタイトル獲得となった。
2018年はナショナルチームとしての活動・練習に重点を置いたため、初戦は2月の全日本選抜となったが、決勝で単騎ながら最後の4コーナーから一気に伸びて優勝、これでGIタイトルは5つ目となり、GI全タイトル制覇のグランドスラムに王手をかけた（残りのタイトルは寬仁親王牌のみ）。ただ、8月のオールスター競輪に出場したあとはグランドスラムが懸かった寛仁親王牌も欠場するなど競輪からは暫く離れ、4ヶ月ぶりに出走したKEIRINグランプリ2018で3着となった。
2019年も同様にナショナルチームとしての活動・練習に重点を置いたため、競輪のレース参戦は同じくナショナルチームの一員である脇本雄太とともに少なく、S級S班ながら2月の全日本選抜、10月の寬仁親王牌、11月の競輪祭の出場は辞退した。ただ、8月のオールスターで優勝したことで、KEIRINグランプリ2019の出場は決めた。
2020年は東京オリンピック代表選手に内定したこともあり、前年同様ナショナルチームとしての活動・練習に重点を置いたため当初競輪には出走しなかったが、東京オリンピックの1年延期が決定したことで、6月以降で高松宮記念杯を皮切りにGIないしGIIを中心に出走。グランドスラムまであと1つとしていた寬仁親王牌では決勝戦に進出しタイトルに期待がかかったが、脇本雄太にあと一歩及ばず2着でタイトル獲得はならなかった。当年はノンタイトルであったが、獲得賞金額8位で年末のKEIRINグランプリ2020出場を決め（7着）、2021年もS班格付けとなった。
2021年は、東京オリンピック終了まで競輪には一切出走せずであった。オリンピック終了直後、脇本雄太とともにそのままいわき平競輪場に実質「中0日」で移動、同年の競輪としては初戦となるオールスターに参戦。一次予選は第1走のドリームレースが4着であったが第2走は1着としたことで二次予選はシードレースのシャイニングスター賞に進出、準決勝も2着とし、決勝戦では自身含め4人でラインを組むも近畿ラインに先着を許し5着に終わった。結局この年はGIレースでの優勝がなく、また年間の半分以上を競輪で出走していなかったため賞金ランキングでも上位に入れず、6年間守り続けたS級S班から陥落が決まった。
2022年10月23日、第31回寬仁親王牌・世界選手権記念トーナメント（前橋）で優勝を果たす。新田にとって3年ぶり9度目のGI優勝であるとともに、寬仁親王牌を初優勝したことで、現行のGI6大会を全て制覇。史上4人目となるグランドスラムを達成した。36歳8か月でのグランドスラム達成は史上最年長（過去の3人はいずれも30歳で達成）、選手登録日（新田は2005年5月1日）から達成までの17年5か月23日も史上最長（最短は滝澤正光の11年7か月27日。但し当時は5タイトル）であった。
2023年はGIの決勝に1度しか進出できず（全日本選抜の9着）、年間を通して出走した年次としては12年ぶりにS級S班からの陥落となった。
2024年2月の第39回読売新聞社杯全日本選抜競輪（岐阜）最終日に、自身3度目となる誘導員早期追い抜きによる失格をしてしまい、同年の地元ダービー（日本選手権・いわき平競輪場）は斡旋停止期間と重なり不出場となった。
失格が相次ぎ評価点を下げた影響で、2025年下期はS級2班に降格となった。

## 主な獲得タイトルと記録
- 2010年 - SSカップみのり（立川競輪場）
- 2015年 - 日本選手権競輪（京王閣競輪場）、オールスター競輪（松戸競輪場）
- 2016年 - 高松宮記念杯競輪（名古屋競輪場）
- 2017年 - 高松宮記念杯競輪（岸和田競輪場）、競輪祭（小倉競輪場）
- 2018年 - 全日本選抜競輪（四日市競輪場）
- 2019年 - オールスター競輪（名古屋競輪場）
- 2022年 - 寬仁親王牌・世界選手権記念トーナメント（前橋競輪場）
- グランドスラム - 2022年10月23日、寬仁親王牌・世界選手権記念トーナメント優勝により達成
- バンクレコード - 伊東温泉競輪場 9.0秒（2014年4月27日。のち山田庸平が2025年に更新）、防府競輪場 8.8秒（2015年4月27日）

## 競走スタイル
自転車競技での得意分野を生かした先行や捲りの戦法で、速いスピードによる安定した走りを見せることが多く、特にダッシュ力には凄まじいものがある。一方で難もあり、先行もこなすが持久力との兼ね合いからペース配分が鍵となっている。2010年代まではヨコの動きを苦手としていたが、2020年代に入ってからは同地区の先行タイプの新山響平の躍進とともに、番手をまわる競走も増え、激しい競り合いもこなせるような自在タイプとなっている。

## エピソード
- 2023年2月4日の奈良記念の準決勝、ジャン（残り1周半）7番手から進出を開始した新田は、嘉永泰斗のブロックで大きくバランスを崩し、3コーナー金網にあわや激突するまで振られ最後方に後退した。しかし4コーナーで再度捲りにかまえると、最終3コーナーまでに8人全員をまくり切り1着となった。この奇跡のまくりは、圧倒的な得票数でnetkeirinでの「競輪好プレー年間大賞2023」に選出された[23]。
- グランドスラムで6種のG1を優勝しているだけでなく、S級S班のTOP9はいないレースであるが「SSカップみのり」もG1格付けであるため、7種のG1を優勝していることになる。

## 出演
- ぶっちゃけいりん（AbemaTV 競輪チャンネル、2020年4月28日 - ）- レギュラー